# استان هلا
استان هلا(به انگلیسی:Hela Province) یکی از استان‌های کشور پاپوا گینه نو می‌باشد. مرکز این استان تاری است. طبق آمار سال ۲۰۱۰ میلادی، این استان ۱۰٬۵۰۰ کیلومتر مربع مساحت و ۳۴۱٬۹۲۸ نفر جمعیت دارد.
استان هلا در ۱۷ ماه مه ۲۰۱۲ میلادی از ادغام سه منطقه از منطقه‌های استان ارتفاعات جنوبی تشکیل شد.

## تقسیمات
این استان از ۳ منطقه تشکیل شده‌است و این منطقه‌ها در مجموع دارای ۱۱ فرمانداری محلی هستند. لازم به ذکز است که هر فرمانداری محلی، در زمان آمار گیری به چند بخش تقسیم می‌شود.
| منطقه                | مرکز منطقه | نام فرمانداری محلی                  |
| -------------------- | ---------- | ----------------------------------- |
| منطقه کومو-ماگاریما  | ماگاریما   | فرمانداری محلی روستایی هولیا        |
| منطقه کومو-ماگاریما  | ماگاریما   | فرمانداری محلی روستایی کومو         |
| منطقه کومو-ماگاریما  | ماگاریما   | فرمانداری محلی روستایی ماگاریما     |
| منطقه کوروبا-کوپیاگو | کوپیاگو    | فرمانداری محلی روستایی آوی-پوری     |
| منطقه کوروبا-کوپیاگو | کوپیاگو    | فرمانداری محلی روستایی لاکه کوپیاگو |
| منطقه کوروبا-کوپیاگو | کوپیاگو    | فرمانداری محلی روستایی کوروبا شمالی |
| منطقه کوروبا-کوپیاگو | کوپیاگو    | فرمانداری محلی روستایی کوروبا جنوبی |
| منطقه تاری-پوری      | تاری       | فرمانداری محلی روستایی هایاپوگا     |
| منطقه تاری-پوری      | تاری       | فرمانداری محلی روستایی تاگالی       |
| منطقه تاری-پوری      | تاری       | فرمانداری محلی شهری تاری            |
| منطقه تاری-پوری      | تاری       | فرمانداری محلی روستایی تبی          |